# 买买提明·扎克尔
买买提明·扎克尔（維吾爾語：مەمتىمىن زاكىر‎，拉丁维文：Memetimin Zakir，1943年9月—），男，维吾尔族，新疆库车人，中华人民共和国政治人物，曾任乌鲁木齐市人民政府市长，新疆维吾尔自治区人民政府副主席，新疆维吾尔自治区人大常委会副主任。